# 前田利物
前田 利物（まえだ としたね）は、加賀大聖寺藩の第7代藩主。

## 生涯
宝暦10年（1760年）1月17日、第5代藩主・前田利道の三男として大聖寺で生まれる。天明2年（1782年）8月21日、第6代藩主で兄の利精が不行跡により強制隠居となり、兄の嫡子である利考も幼少のため、兄の養子となって家督を継いだ。
利精の時代の悪政を改めるために尽力したが、凶作が相次いで藩財政が悪化し、しかも利物自身も天明8年（1788年）9月27日に29歳で死去した。利考が養子として跡を継いだ。

## 系譜
父母
- 前田利道（実父）
- 円成院 ー 加藤氏、側室（実母）
- 前田利精（養父）

正室
- 豊、桐陽院 ー 前田利幸の娘

側室
- 梅芳院 ー 前田氏

子女
- 前田利純（長男）
- 前田利竜（次男）
- 前田利之（三男）生母は梅芳院（側室）
- 卯、生母は梅芳院（側室）
- 瓊 ー 清光院、生母は桐陽院（正室）

養子
- 前田利考 ー 前田利精の長男